# 框架 (社會科學)
框架化（英語：Framing）是基於構建的敘事或敘事模式將事件和主題嵌入解釋網格中最有意識的控制過程。以結構化的方式選擇和準備複雜的訊息，以便在相應主題的框架創建者意義上強調某個問題的定義、原因的歸屬、道德評估和/或行動建議。 新聞界對該術語的理解各不相同。 有些人將基於基模概念的框架理解為訊息處理的認知結構、解釋和解釋模式，其他人則談到媒體文本所基於的深層結構（德語：Tiefenstrukturen）。 一個常見的定義來自羅伯特·恩特曼 (Robert Entman) ：
框架化意味著選出感知現實的某些方面，並在文本中強調它們，從而為所描述的對象促進特定的問題定義、因果解釋、道德評估和/或行動建議。——Robert Entman: Framing: Towards a Clarification of a Fractured Paradigm. Journal of Communication 43 (3), 1993, S. 51–58.

## 說明
人們在試圖解釋一個事件時，其對於事件的理解通常取決於框架。例如當對話對象迅速的閉上又張開眼睛時，我們可能會使用一種物理的框架（判斷其只是物理上的眨眼）或是社交的框架（判斷其可能在使眼色）來理解，並產生完全不同的反應。前者可能是由於眼睛進了灰塵而導致非自願、不是特別有意義的反應；但後者就可能意味著一種自願而有意義的行動（例如：向同謀傳達訊息）。
觀察者將事件視為「純粹物理或自然框架內的事件」與「社交框架內發生的事件」將會產生不同的結果，但是我們不是看一個事件、然後在上面「應用」一個框架；人會不斷向他們周遭的世界投射框架，使自己能夠理解世界上所發生的事情。而當框架不適合時，人會改變自己的框架，或是意識到習慣性的框架存在。換句話說，當某些世界迫使我們用一個新的框架替代原有的框架時，我們才會意識到我們過去一直在使用某一種框架。
框架被認為是相當有力的，因為它是一種啟發或心理的捷徑，也常被視為「經驗法則」。Susan T. Fiske和Shelley E. Taylor指出，人類本質上是一種「認知的吝嗇鬼」，意思是人類會盡可能的減少思考。框架為人們提供了一種快速、簡便的信息處理方法。因此人們會使用這種「心理過濾器」來幫助理解傳入的信息，並使得框架成為信息接收者在收到信息時強而有力的解釋模式。
有些學者認為框架是議題設定的同義詞，但其他學者認為兩者存在有區別。Donald H. Weaver的文章指出，框架選擇並突出問題的某些方面，以引出對問題的某些解釋和評價；而議題設定則是引入問題以增加其突出性和可訪問性。

## 傳播研究中的框架影響
在傳播領域，框架定義了新聞及媒體報導如何塑造群體意見（輿論）。儘管Richard E. Vatz很少提及，但他關於修辭意義創作的論述直接與框架有關。具體而言，框架效應是指行為或態度的策略和結果，這些策略和結果決定了如何在公共領域中構建或傳達特定的信息。直至今日，許多主要的傳播學期刊都刊登了有關媒體框架和框架效應的論文。這些論文中使用的方法可大致分為兩類：框架作為因變量的研究和框架作為自變量的研究。前者通常涉及框架構建（即框架如何建立關於問題的輿論以及記者如何採用不同的框架），後者涉及框架設置（即媒體框架如何影響觀眾）。

### 框架建構
傳播研究中的框架建構至少涉及三個方面：記者規範、政治行動者和文化情境。框架建構假設幾個不同的媒體框架在一個議題的框架建構上競爭，最終將有一個框架與流行文化產生共鳴、形成影響。而這個框架通常由媒體實踐，或者可能是由於精英大量贊助而造成的。就新聞製作的實踐而言，新聞工作中至少有五個可能影響記者在議題上建構框架的方面，包括：更大的社會規範和價值觀、組織壓力和制約因素、利益集團和其他政策制定者的外部壓力、專業慣例、記者的思想或政治取向。對框架建設的第二個潛在影響則來自精英，包括：利益集團、政府官僚機構以及其他政治或企業家。實證研究表明，在政策領域的記者和各種參與者對於議題的共同敘述中，精英的影響似乎最為強烈。社會的文化背景也能夠建立框架，厄文·高夫曼認為框架具有文化根源所隱含的意義。媒體框架在不同上下文的情況下也可能被描述為「文化共鳴」或「敘事保真度」。

### 框架設置
當人們接觸到新穎的新聞框架時，他們會接受這種適用於某個議題的結構，而在他們本來就擁有這個結構時他們則更有可能這樣做，這稱為適用效果（applicability effect）。也就是說，當新框架邀請人們將這個現有的框架模式應用於某個問題時，人們對該應用程序的參與取決於該模式中的內容。通常，觀眾對議題了解越多，框架就會越有效。
有許多層級和類型的框架效果已被證實。像是許多學者發現了態度和行為的變化、問題的重要程度、投票決策和意見形成都與框架設置有關，一些學者也對適用效果的心理過程感興趣。Shanto Iyengar認為，關於社會問題的新聞能夠影響的因果和處理的責任歸屬，並在政治領導人的認知反應和評估中觀察到的這個影響，他也觀察到電視新聞框架議題的方式，並分為「片段式」（episodic)或「主題式」（thematic)框架結構。
1. 「片段式」結構框架 - 透過圖像和有力的報導，聚焦在具體的事件和個人特質。
2. 「主題式」結構框架 - 試著運用文字而非圖像，將事件置於更大的社會和經濟脈絡下。